# John Atherton Churchill
John Atherton Churchill, britanski general, * 1887, † 1965.